# Capella de San Pedro de Arriba
La capella de San Pedro de Arriba en el terme municipal de Güímar, illa de Tenerife (Canàries, Espanya) és una senzilla construcció de planta de tendència quadrada, d'uns 45 m² de superfície, amb murs de maçoneria i coberta a quatre aigües de teula àrab.

## Característiques
El seu element més representatiu és la gran portada de mig punt en pedreria. Com a prolongació de la façana apareix un porxo de fusta sostingut per fins pilars d'idèntic material i cobert de xapa metàl·lica ondada. A l'interior, les pintures murals, realitzades a la fi del segle xix pel pintor madrileny Ubaldo Bordanova Moreno representen les Virtuts Teologals, els símbols de La Passió i les armes del titular de la capella.
A l'interior, el patrimoni moble està format per:
- Quadre de la càtedra de Sant Pere, anònim del segle segle xviii, que durant llarg temps va presidir la capella. Va pertànyer al vell retaule d'aquesta, però la seva deterioració va obligar a retirar-ho. El quadre va ser restaurat per Elisa Campos Domínguez en 1995.
- Talla de Sant Pere, conegut com el Chiquito realitzada en 1956 per l'imatger orotavens Ezequiel de León.
- Talla del Senyor Lligat a la Columna va arribar, realitzada en 1960 per taller de l'artista valencià Miguel Espuig, que segueix al model sevillà de Pedro Roldán que es troba a l'església de Sant Joan de La Orotava.
- Talla de la Verge de les Aigües, imatge de vestir executada per l'escultor cordovès Francisco Romero Zafra en 2006.

L'entorn de protecció acull una casa terrera i un parell d'immobles de dues plantes, entre els quals destaca el situat enfront de la plaça, amb ordenació simètrica d'obertures en la façana, finestres mixtes de coixinets i vidrieres i coberta de teules a quatre aigües. Enfront de la capella, la plaça constitueix l'escenari de diversos actes durant les festes patronals.
El 27 de juny dels anys pars, les imatges de Sant Pere i Sant Pau van en processó des de la parròquia Matriu de Sant Pere fins a la capella, engalanada amb un arc de fruites i decoracions de paper realitzades pels veïns, acompanyades de la Dansa de Cintes de Sant Pere de Dalt. Les imatges passen la nit en la capella, d'on tornen el 28 de juny fins a l'església Matriu per celebrar el dia principal, 29 de juny.